# Thamnaconus arenaceus
Thamnaconus arenaceus és una espècie de peix de la família dels monacàntids i de l'ordre dels tetraodontiformes.

## Morfologia
- Els mascles poden assolir 23 cm de longitud total.[4]

## Hàbitat
És un peix marí, de clima subtropical i demersal.

## Distribució geogràfica
Es troba a Sud-àfrica i Madagascar.

## Observacions
És inofensiu per als humans.